# まんがライフオリジナル
『まんがライフオリジナル』は、竹書房発行の4コマ誌。略称は「ライオリ」。発売日は毎月11日（ただし、流通事情により前後する）。定価は420円（290円から数度改定）でB5判、中綴じ。共通雑誌コード：18319。
1988年7月11日に『まんがライフオリジナル8月号』として創刊。

## 概要
『まんがライフ』同様、ファミリー向け4コマ誌として創刊。2000年前後から新世代作家を中心とした青年・女性向け4コマの要素も取り入れつつあるが、竹書房刊の他誌と比較して作品群のスタイルの変化は少なく、姉妹誌の中ではファミリー向け4コマ誌としての色合いを最も強く残している。萌え系4コマ路線の取り入れについては、ももせたまみ作の『せんせいのお時間』の連載が1997年よりスタートするなど、他誌よりも早めであったが、2003年6月に創刊された『まんがライフMOMO』への同作品の移籍と同時に、その役割も同誌へと移された。2019年以降、系列誌が徐々に休刊となり、2022年8月以降は本誌が竹書房唯一のファミリー向け月刊4コマ誌となっている。
2006年10月号より、ふきだし・見出しなどに使われる書体が写植系のものからDTPのものに切り替わっている。

## 表紙の変遷
4コマ誌においては、他のジャンルの漫画雑誌と異なり、メインとなる表紙イラストが1名の作家によって複数月連続して担当される、という特徴がある。また、竹書房の同種雑誌の場合は通常、表紙は巻頭カラー作品と同一であり、文字どおり看板作品であるが、大井昌和が表紙を担当するようになってからは表紙と巻頭カラー作品は同一ではない場合が多くなった。ここでは、本誌の表紙イラストを担当していた作家・作品と、その担当していた期間を記す。
1. 田中しょう（はっさく君）（創刊号 - 19xx年x月号）
2. 秋月りす（かしましハウス）（199x年x月号 - 2003年5月号）
3. 秋月りす（おうちがいちばん）（2003年6月号 - 2016年1月号）
  - 2005年6月号よりロゴなどのリニューアル
4. 宮成楽 / 唐草ミチル（晴れのちシンデレラ / 銀子の窓口）[3]（2016年2月号）
5. 秋月りす / 東屋めめ（おうちがいちばん / リコーダーとランドセル）[4]（2016年3月号）
6. むんこ（だから美代子です）[5]（2016年4月号）
7. 迂闊（のみじょし）[6]（2016年5月号）
8. 深谷かほる（エデンの東北）[7]（2016年6月号）
9. 大井昌和（ちぃちゃんのおしながき）[8]（2016年7月号 - ）

## 現在連載されている作品
連載開始号の古い順（2025年3月号時点）
- エデンの東北（深谷かほる、1993年x月号 - ）※ショートストーリー＋4コマ2本、『まんがくらぶ』にて並行連載（終了）
- ちぃちゃんのおしながき（大井昌和、2002年12月号ゲスト・2003年6月号 - ）※『まんがくらぶオリジナル』→『まんがライフSTORIA』にての並行連載はショートストーリー『ちぃちゃんのおしながき・繁盛記』に変更・改題
- リコーダーとランドセル（東屋めめ、2010年8月号ゲスト・2011年5月号 - ）※『まんがくらぶオリジナル』→『まんがくらぶ』にて並行連載
- 晴れのちシンデレラ（宮成楽、2008年4月号ゲスト・11月号ゲスト・2009年5月号ゲスト・12月号ゲスト・2010年5月号 - 7月号短期連載・12月号ゲスト、2011年6月号 - ）※隔月連載、『まんがライフMOMO』にて並行連載
- 中年女子画報（柘植文、2013年8月号 - ）※エッセイ漫画、非4コマ
- のみじょし（迂闊、2016年1月号 - ）※隔月連載、『まんがくらぶ』にて並行連載
- ネコぐらし（深谷かほる、2016年9月号 - ）
- ねこようかい（ぱんだにあ、2016年12月号 - ）
- 鬼桐さんの洗濯（ふかさくえみ、2017年5月号 - ）
- 雑兵めし物語（重野なおき、2021年1月号 - ）
- よそじとふたごのメシ事情（小坂俊史、2021年5月号 - ）
- ぼのぼの（いがらしみきお、2022年8月号 - ）※『まんがライフ』より移籍
- 新フリテンくん（植田まさし、2022年9月号 - ）※『まんがライフ』より移籍
- スパロウズホテル（山東ユカ、2022年9月号 - ）※『まんがライフ』より移籍
- だもんで豊橋が好きって言っとるじゃん!（佐野妙、2022年9月号 - ）※『まんがライフ』より移籍
- チート転生した猫は嫁の膝で丸くなりたい（樹るう、2022年9月号 - ）※『まんがライフ』より移籍
- みこどもえ（吉良さゆり、2022年9月号 - ）※『まんがライフ』より移籍
- 恋愛感情のまるでない幼馴染漫画（渡井亘、2022年9月号 - ）※『まんがライフ』より移籍
- 動物のおしゃべり♥（神仙寺瑛、2022年10月号 - ）※『まんがライフ』より移籍
- 不遊美堂家の名にかけて!（師走冬子、2022年11月号 - ）
- 推しの為ならなんでもします！（おーはしるい、2023年5月号 - ）
- なんでモモさんは（むんこ、2023年12月号 - ）
- ねこまた印の染物屋さん（宇仁田ゆみ、2023年12月号 - ）
- 未熟な魔法使いと僕（あしや稚浩、2024年2月号 - ）
- しょうゆさしの食いしん本おかわり（スケラッコ、2024年5月号 - ）
- 仕上げ男子のクロモジ（胡桃ちの、2024年8月号 - ）
- めんつゆひとり飯（瀬戸口みづき、2024年12月号 - ）※『エッセイささくれーる』より移籍[9]
- 私たちには風呂がある！（鳥トマト、2025年3月号 - ）

### 企画
- 全ての映画は、ながしかく（施川ユウキ、2007年11月号 - ）
- ポポ時評（施川ユウキ、2012年8月号 - ）※目次ページに連載
- 開運12星座占い（古都里泉美、イラスト：ふかさくえみ、2015年1月号 - ）
- 異世界にマンガ家が転生したらどうなるのか、描いてみた件 ※各号によって作者が違う形式

### 現在定期的にゲスト掲載されている主な作品
- 母と息子シリーズ（仙石寛子、2010年8月号 - ）
- プレゼントフォーユー（四宮しの、2015年1月号 - ）

### 現在断続的に掲載されている主な企画
- ライオリコレクション（2015年4月号 - ）※多数の漫画家により1ページずつ競作された企画記事

### 長期休載中の作品
- おうちがいちばん（秋月りす、2003年6月号 - 2016年2月号・休載中）※2019年12月号までアンコール連載。
- なっちゃんはね!?（南ひろこ、19xx年x月号 - 2008年1月号・休載中）
- はるまち・ダンス（佐藤両々、2013年5月号 - 2014年7月号・10月号 - 2015年2月号・7月号 - 8月号・10月号・休載中）『まんがくらぶオリジナル』にて並行連載（終了。最終号まで）

## 過去に連載されていた主な作品
連載開始号の古い順
- がんばる父さん（田中しょう、「はっさく君」より改題、創刊号 - 2009年12月号）
- オバタリアン（堀田かつひこ、創刊号 - 199x年x月号）
- あしたは晴れっ!!（なりゆきわかこ、創刊号 - 2005年5月号）
- えんかい君（松田まさお、創刊号 - 2007年11月号）
- ときめきカップル（窪田まり子、19xx年x月号 - 2006年12月号）
- 家庭の事情（おだ辰夫、原作：西ゆうじ、1990年x月号 - 1992年x月号）※『ビッグコミックスペリオール』（小学館）より移籍、ショートストーリー
- かしましハウス（秋月りす、199x年x月号 - 2003年5月号）
- おバカさん（平岡奈津子、19xx年x月号 - 2009年10月号）
- だってヤンママ（すみれいこ、1994年x月号 - 2010年4月号）※『まんがライフ』にて継続。その後完結。
- あしたもゲンキ!（丹沢恵、1994年7月号 - 2001年2月号）※『まんがライフ』にて並行連載（1994年7月号 - 1995年12月号まで）
- 今日のおススメ!（新田朋子、1994年x月号 - 2005年5月号）
- 奥様うでまくりっ!（野中のばら、1994年x月号 - 2012年12月号）※2013年1月号に追悼再録
- ラブミーてんだい!（有間しのぶ、1995年x月号 - 200x年x月号）
- なにわOL奮戦記（胡桃ちの、1996年1月号 - 2005年4月号）
- るすばんの達人（大橋ツヨシ、1996年x月号 - 1999年5月号）
- くろくま日記（寺島令子、1996年x月号 - 2001年x月号）※エッセイ
- のぞみちゃん（山田大吉、1996年x月号 - 2003年6月号）
- 幕張サボテンキャンパス（みずしな孝之、1996年9月号? - 1999年5月号）※『まんがくらぶオリジナル』に移籍後、終了
- せんせいのお時間（ももせたまみ、1997年3月号 - 2003年6月号）※『まんがライフMOMO』に移籍
- どんぐりの丘（五十沢友郎、1997年x月号 - 2005年8月号）
- 味噌屋さぶれの板前日記（小道迷子、1998年x月号 - 1999年x月号）
- ピヨピヨぶらざ〜ず（内田かずひろ、1998年x月号 - 2007年6月号）
- パソコン・カフェ（陸奥A子、1998年2月号? - 2000年x月号）※ショートストーリー
- 転がる石のように→中島OL営業中!（高田三加、1998年3月号? - 2002年4月号）※2000年頃改題
- 犬先生カルテ（森真理、1998年5月号 - 2002年7月号?）
- とーこん家族（よしもとあきこ、199x年x月号 - 2022年8月号）
- 若奥様はテスト中（吉田美紀子、1998年x月号 - 2004年9月号）
- ちびとぼく（私屋カヲル、1999年1月号ゲスト・5月号 - 2007年5月号）
- 喜怒愛楽一家（大橋ツヨシ、1999年6月号 - 2001年2月号）
- めもるは何もメモらない（真右衛門、1999年x月号 - 2006年6月号）
- サークルコレクション（小坂俊史、1999年x月号 - 2003年10月号）
- デパートへようこそ!→ひかるちゃんのデパートへようこそ!（奥谷かひろ、1999年x月号 - 2005年2月号）※2002年頃改題
- エブリデイズ（長崎さゆり、2000年x月号 - 2003年4月号）
- ころんでもころっけ（小道迷子、2000年x月号 - 2000年x月号）
- どきどき姉弟ライフ（後藤羽矢子、2000年9月号 - 2003年4月号）※高校編
- 天使じゃないもん（丹沢恵、2001年5月号 - 2005年6月号）
- ウワサのふたり（小笠原朋子、2001年5月号 - 2006年9月号）
- リビング東京（寺島令子、2001年10月号? - 2007年6月号）
- 貴美tallest→貴美TALLEST（美月李予、200x年x月号 - 2012年10月号）※2004年7月号より改題、『まんがライフ』にて並行連載（終了）
- うららか de 暮らそ♥（月原こなん、2002年x月号 - 2004年3月号）
- のほほんのりさん（森真理、2002年8月号 - 2005年2月号）※『まんがライフ』より移籍
- ちとせげっちゅ!!（真島悦也、2002年9月号ゲスト・2003年1月号 - 2007年8月号）※『まんがライフMOMO』へ統合
- ういうい♥days（犬上すくね、2002年5月号ゲスト・2003年2月号ゲスト・2003年5月号 - 2012年4月号）※ショートストーリー、ゲスト作改題
- 耕して♥フォーリンLOVE（後藤羽矢子、2003年6月号 - 2006年8月号）
- フンティーとレポンちゃん（いがらしみきお、2003年10月号 - 2006年10月号）
- ハルコビヨリ（小坂俊史、2003年11月号 - 2008年2月号）
- ダメ姉ってよばないで!（新居さとし、2004年10月号ゲスト・2005年2月号 - 2006年1月号）※ゲスト「ダメ姉って呼ばないで!」改題、『まんがライフMOMO』に移籍
- よにんぐらし（宇仁田ゆみ、2003年11月号ゲスト・2004年3月号 - 2006年10月号・2007年2月号 - 2008年5月号）
- ファイト!息ぎれOL（吉田美紀子、2004年10月号 - 2013年10月号）
- お目覚め!メグちゃん（新田朋子、2005年6月号 - 2006年7月号）
- セトギワ花ヨメ（胡桃ちの、2005年6月号 - 2023年8月号）
- みえちゃうの♥（なりゆきわかこ、2005年6月号 - 2006年5月号）
- 本日も上場なり（丹沢恵、2005年7月号 - 2007年5月号）
- ぼくと姉とオバケたち（押切蓮介、2004年11月号ゲスト・2005年6月号ゲスト・8月号ゲスト・11月号 - 2009年1月号）※隔月連載→2006年7月号より毎月連載
- おとなになったら。（k.m.p.、2004年6月号ゲスト・2005年10月号 - 2006年9月号・2007年12月号ゲスト）
- なごみクラブ（遠藤淑子、2005年10月号より不定期・2009年2月号 - 2022年5月号）※ショートストーリー、3勤1休連載
- 動物のおしゃべり♥（神仙寺瑛、2005年10月号ゲスト・2006年1月号 - 2009年6月号・2009年10月号 - 2018年12月号）※『まんがライフ』にて並行連載していた
- ふたつぶいちご♪（逸架ぱずる、2006年4月号 - 2007年4月号）
- 12月生まれの少年（施川ユウキ、2005年12月号ゲスト・2006年9月号 - 2011年12月号）※4コマ形式の回とショートストーリーの回がある
- おいしい日曜日♥（小笠原朋子、2006年10月号 - 2008年12月号）
- ゴーイン!!マイクック♥（後藤羽矢子、2006年10月号 - 2008年12月号）
- ひとねこペネ（いがらしみきお、2006年11月号 - 2009年11月号）※ショートストーリー
- 東京眼鏡（あらい・まりこ、2006年2月号・7月号ゲスト・2007年1月号 - 2010年7月号）※『まんがくらぶオリジナル』にて並行連載（終了）
- ご契約ください!（東屋めめ、2006年6月号ゲスト・9月号 - 11月号短期連載・2007年2月号 - 2011年4月号）
- あくまCalling（秋吉由美子、2007年1月号 - 3月号短期連載・5月号 - 2008年10月号）
- カギっこ（山口舞子、2007年3月号 - 2009年4月号）※『まんがライフMOMO』にて並行連載（終了）
- 全力委員長（のしお、2007年2月号ゲスト・5月号 - 7月号短期連載・10月号 - 2011年1月号）
- クロジとマーブル（富永ゆかり、2007年4月号ゲスト・7月号 - 2011年2月号、2011年1月号は休載し『にゃんだほーデイズ』を再録）※過去に『まんがくらぶオリジナル』にも並行連載されていた
- 猫実カフェ（丹沢恵、2007年7月号 - 2009年4月号）
- 合金さんちの日常（松田円、2006年10月号・12月号ゲスト・2007年8月号 - 2010年7月号）
- ばつ×いち（おーはしるい、2007年4月号ゲスト・10月号 - 2022年2月号）
- 中央モノローグ線（小坂俊史、2008年3月号 - 2009年10月号）
- 店長の憂鬱（碓井尻尾、2007年6月号ゲスト・11月号 - 2008年1月号短期連載・5月号 - 2011年11月号）
- 野生のじかん（カラスヤサトシ、2008年6月号ゲスト・9月号 - 2010年6月号）
- しょっぴんブギ（佐藤両々、2005年11月号ゲスト・2008年5月号ゲスト・9月号 - 11月号短期連載・2009年1月号 - 2012年11月号）※『まんがくらぶオリジナル』2004年2月号-7月号ゲストを経て
- ふたごもんじゃ（矢直ちなみ、2008年8月号ゲスト・2009年3月号 - 5月号短期連載・10月号 - 2012年8月号）
- ベルとふたりで（伊藤黒介、2008年9月号 - 2015年12月号）※livedoor デイリー4コマより参入、デイリー4コマ（終了。一時期デイリー4コマ2nd）および『まんがくらぶオリジナル』（終了。最終号まで）にて並行連載
- ひなちゃんが王子!（山口舞子、2009年6月号 - 2010年3月号）※『まんがライフMOMO』にて並行連載（終了）
- パパ★Lv1（小笠原朋子、2009年9月号 - 2011年3月号）
- 遠野モノがたり（小坂俊史、2009年11月号 - 2011年5月号）※「中央モノローグ線」の続編
- わたしのハテナちゃん（柘植文、2009年11月号 - 2013年7月号）※エッセイ漫画、非4コマ
- ひみつの花園（みなづき忍、2009年4月号ゲスト・6月号 - 8月号短期連載・12月号 - 2012年10月号）
- なりきりコスピーちゃん（いがらしみきお、2010年3月号 - 2013年1月号）
- MEDIGIRL（道端千揺、原案監修：有好從桜、2010年8月号 - 2014年10月号）※第3回livedoorデイリー4コマY-1グランプリ佳作受賞作、デイリー4コマと並行連載（終了。当初はデイリー4コマ2nd）
- よこしま♥ゼミナール（松田円、2010年8月号 - 2013年11月号）
- 大カラスヤサトシの大発明大王（カラスヤサトシ、2010年9月号 - 2013年11月号）
- ねこまねき（桜沢エリカ、2010年9月号 - 2011年5月号）※ショートストーリー
- けんもほろろ（ハトポポコ）2010年10月号ゲスト、2011年2月号 - 4月号短期連載、2011年9月号 - 2016年11月号）[10]
- 野村24時（板倉梓、2009年11月号ゲスト・2010年3月号 - 5月号短期連載・11月号 - 2014年9月号）
- ゆにいる（渡邉、2010年9月号 - 11月号短期連載・2011年2月号 - 2015年3月号）※2015年5月号にゲスト掲載あり
- うちの3ネコ（松本ぷりっつ、2011年1月号 - 2017年7月号）「すくすくパラダイスぷらす」に移籍
- GBパーク（オノ・ナツメ、2011年4月号 - 2013年4月号）※ショートストーリーの回と4コマ形式の回あり
- モノローグジェネレーション（小坂俊史、2011年8月号 - 2013年3月号）
- 惑い星と花（野広実由）2011年6月号 - 8月号短期連載、2012年1月号 - 2013年7月号）
- よんこまのこ（重野なおき）2011年11月号 - 2017年6月号）※『すくすくパラダイス』より移籍
- だから美代子です（むんこ）2012年1月号 - 2月号ゲスト、2012年5月号 - 2017年9月号）
- 星降り村事件ファイル（碓井尻尾）2012年6月号 - 2015年8月号）
- よっけ家族（宇仁田ゆみ、2012年8月号 - 2019年2月号）※ショートストーリー
- 明日もコトコト（犬上すくね、2012年10月号 - 2015年3月号）※ショートストーリー
- まつりごよみ（曙はる、2012年11月号 - 2013年1月号ゲスト・6月号 - 2014年11月号）
- 美術館のなかのひとたち（黒田いずま、2013年4月号 - 6月号ゲスト、9月号 - 2017年6月号）
- 月刊すてきな終活（小坂俊史、2013年7月号 - 2014年11月号）
- 先生ロックオン!（神堂あらし、2012年5月号ゲスト・2013年2月号ゲスト・5月号ゲスト、11月号 - 2015年11月号）
- しばいぬ子さん（うず、2012年6月号ゲスト、2012年9月号 - 2015年12月号）※『まんがくらぶオリジナル』にて並行連載（終了。最終号まで）
- 神域聖地霊場ウォーカー（カラスヤサトシ、2013年12月号 - 2017年3月号）
- りふじんなふたり（松田円、2014年1月号 - 2019年12月号）
- 今日のノルマさん（ふかさくえみ、2014年6月号 - 2016年8月号）
- 幼なじみリレイション（安西理晃、2014年7月号 - 2017年2月号）
- 銀子の窓口（唐草ミチル、2014年12月号 - 2020年8月号）※『まんがくらぶオリジナル』より移籍
- さかな&ねこ（森井ケンシロウ、2014年12月号 - 2020年4月号）※『まんがくらぶオリジナル』より移籍すると共に竹書房4コマ各誌にて並行連載
- たばたちゃん派（みずしな孝之、2014年12月号 - ）※『まんがくらぶオリジナル』より移籍、『まんがライフ』にて並行連載
- ときめきさがし（今日マチ子、2014年12月号 - 2015年7月号・12月号 - 2017年9月号）※ショートストーリー
- きらきらビームプロダクション（板倉梓、2015年5月号 - 2017年10月号）
- 願いましては（碓井尻尾、2015年12月号 - 2017年10月号）
- ぼのちゃん（いがらしみきお、2015年12月号 - 2020年3月号）
- 新婚よそじのメシ事情（小坂俊史、2016年1月号 - 2021年4月号）
- ふくよかさん（井村瑛、2016年4月号 - 2017年3月号ゲスト、2017年7月号 - 2020年1月号）
- 先生ロックオン! 2nd（神堂あらし、2016年5月号 - 2018年11月号）
- クレオパトラな日々（柳原満月、2016年8月号 - 2016年10月号ゲスト、2017年2月号 - 2021年2月号）
- そのアパート、座敷童子付き物件につき…（小夏ゆーた、2016年11月号[10] - 2020年5月号）
- みっちゃんとアルバート（森長あやみ、2017年3月号 - 2019年8月号）
- 出没!アダチック天国（吉沢緑時、2017年5月号 - 7月号ゲスト、2017年9月号 - 2020年12月号）
- #庭バカ（カラスヤサトシ、2017年9月号 - 2019年2月号）
- 出会ってしまったツルとカメ（むんこ、2017年11月号 - 2020年8月号）
- 仮免サンタのサンディさん（器械、2017年12月号 - 2020年6月号）
- 未亡人と魔女（仙石寛子、2018年1月号 - 2019年1月号）
- ギャル医者あやっぺ（長イキアキヒコ、2018年9月号ゲスト・2018年12月号 - 2024年2月号）
- 森田さんは無口（佐野妙、2019年2月号 - 2022年8月号）※『まんがライフMOMO』より移籍、『まんがライフWIN』に移籍
- しょうもないのうりょく（高野雀、2019年3月号 - 2022年8月号）
- バーオクトパス（スケラッコ、2019年3月号 - 2020年7月号）
- ハッピーアワーガールズ（揚立しの、2019年4月号 - 2022年7月号）
- もぐもぐガーデン（宇仁田ゆみ、2019年5月号 - 2023年8月号）
- 化け猫さんは恩返しがしたい（梨尾、2019年6月号 - 2021年7月号）
- はかせの未来（せかねこ、2020年3月号 - 2022年1月号）
- ぼのぼの人生相談（いがらしみきお、2020年4月号 - 2022年7月号）
- となりの席の同居人（神仙寺瑛、2020年6月号 - 2022年10月号）※『まんがくらぶ』より移籍
- 博多女子は鬼神のごとく気が強か!?（山東ユカ、2020年6月号 - 2021年8月号）※『まんがくらぶ』より移籍
- そしらぬディスタンス（松田円、2020年8月号 - 2023年5月号）
- ずぼら先輩とまじめちゃん（東385、2020年9月号 - 2022年6月号）
- 黒影夜子の駐在日誌（唐草ミチル、2020年10月号 - 2022年8月号）
- おんぼろ花ハイム（むんこ、2021年5月号 - 2023年10月号）
- ここは鴨川ゲーム製作所（スケラッコ、2021年8月号 - 2024年1月号）
- 醍鹿館のシェアメイト（おーはしるい、2022年9月号 - 2022年12月号）※『まんがライフ』より移籍
- 毒を喰らわば皿までも？（松阪、2022年9月号 - 2024年7月号）※『まんがライフ』より移籍
- 剛力さん家はシュラバラバンババン（ジェントルメン中村、2022年11月号 - 2023年11月号）
- ポヨポヨ観察日記＋（樹るう、2023年10月号 - 2024年12月号）

### 過去の企画
- レッツ!おヨメさん!!（深谷かほる、199x年x月号 - 2002年9月号）
- 南央美の通販BINちゃん生活（南央美、2000年x月号 - 2003年6月号）※『まんがライフMOMO』に移籍、イラスト担当：ももせたまみ
- かしましハウスでイングリッシュ!!（秋月りす、2001年2月号 - 2009年3月号）
- きぐるみ（胡桃ちの、2002年10月号 - 2003年11月号）
- うまなみグルメ国体（いのうえさきこ&永浜敬子、2003年10月号 - 2007年8月号）
- オリエちゃん（西田協子、2005年6月号 - 20xx年x月号）※フロム・リーダーズ（読者欄）に連載
- 人生ロシアンルーレット（深谷かほる、2005年6月号 - 2010年3月号）
- 伊藤くんと山本くんの…（木下晋也、20xx年x月号 - 2011年4月号）→中村さんの…（木下晋也、2011年5月号 - 2012年8月号）※フロム・リーダーズ（読者欄）に連載。「…」は毎回異なる日時が入る
- けものとしなっちょ（みずしな孝之、2005年6月号 - 2012年7月号）※目次ページに連載
- リコラン通信（2011年11月号 - 2012年8月号、2013年6月号 - 12月号）※『リコーダーとランドセル』宣伝企画。第1期は本誌初出、第2期は原則として『まんがくらぶオリジナル』同月号掲載のものの再掲
- エレメンツ占い（マギー、イラスト・柘植文、xxxx年x月号 - 2014年4月号）※占い師死亡に伴い終了
- マンガ家ゲーム日記（2017年9月号 - 2021年1月号）※エッセイ、各号によって作者が違うリレー形式

### 定期的にゲスト掲載されていた主な作品
- 東京メイト（戸田誠二）※ショートストーリー、2005年12月号 - 2006年2月号短期連載の後、2008年8月号より2010年まで原則として3、6、8、11月号に掲載、2011年には1、4、7月号に掲載、2012年1月号 - 3月号に連続掲載し終了（単行本発行）後、2012年5月号に「アンコールゲスト」
- ZUN ZUN ZUN（陸奥A子、2009年5月号 - 2013年8月号）※ショートストーリー、原則として1、5、9月号に掲載
- せきをしてもにとり（鈴木2号、2012年3月号 - 2013年5月号）
- お猫見（いがらしみきお、2014年4月号 - 2015年8月号）※ショートストーリー、『ひとねこペネ』のスピンオフ作品

## 映像化作品

### アニメ化
| 作品                   | 放送年                 | アニメーション制作 | 備考                                   |
| ---------------------- | ---------------------- | ------------------ | -------------------------------------- |
| オバタリアン           | 1990年（特番）         | サンライズ         | 他誌との並行連載                       |
| リコーダーとランドセル | 2012年（第1期・第2期） | セブン             | 他誌との並行連載 5分枠のショートアニメ |
| リコーダーとランドセル | 2013年（第3期）        | セブン             | 他誌との並行連載 5分枠のショートアニメ |

- 本誌にて並行連載前の作品のテレビアニメ化には『しばいぬ子さん』がある。
- 本誌にて移籍前の作品のテレビアニメ化・劇場アニメ化には『ぼのぼの』がある。